# Igreja de Jesus, Maria e José (Várzea)

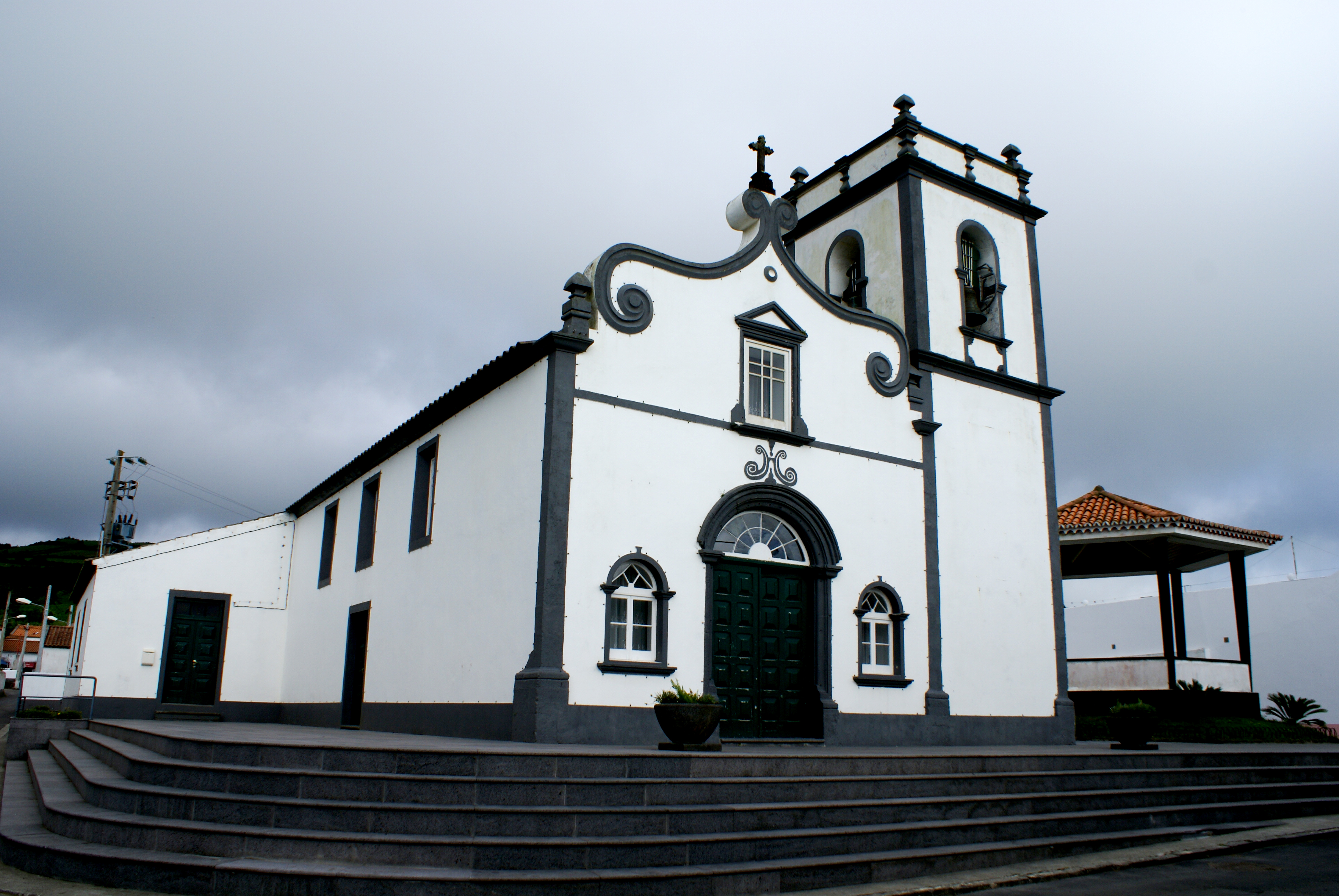
Igreja de Jesus, Maria e José.

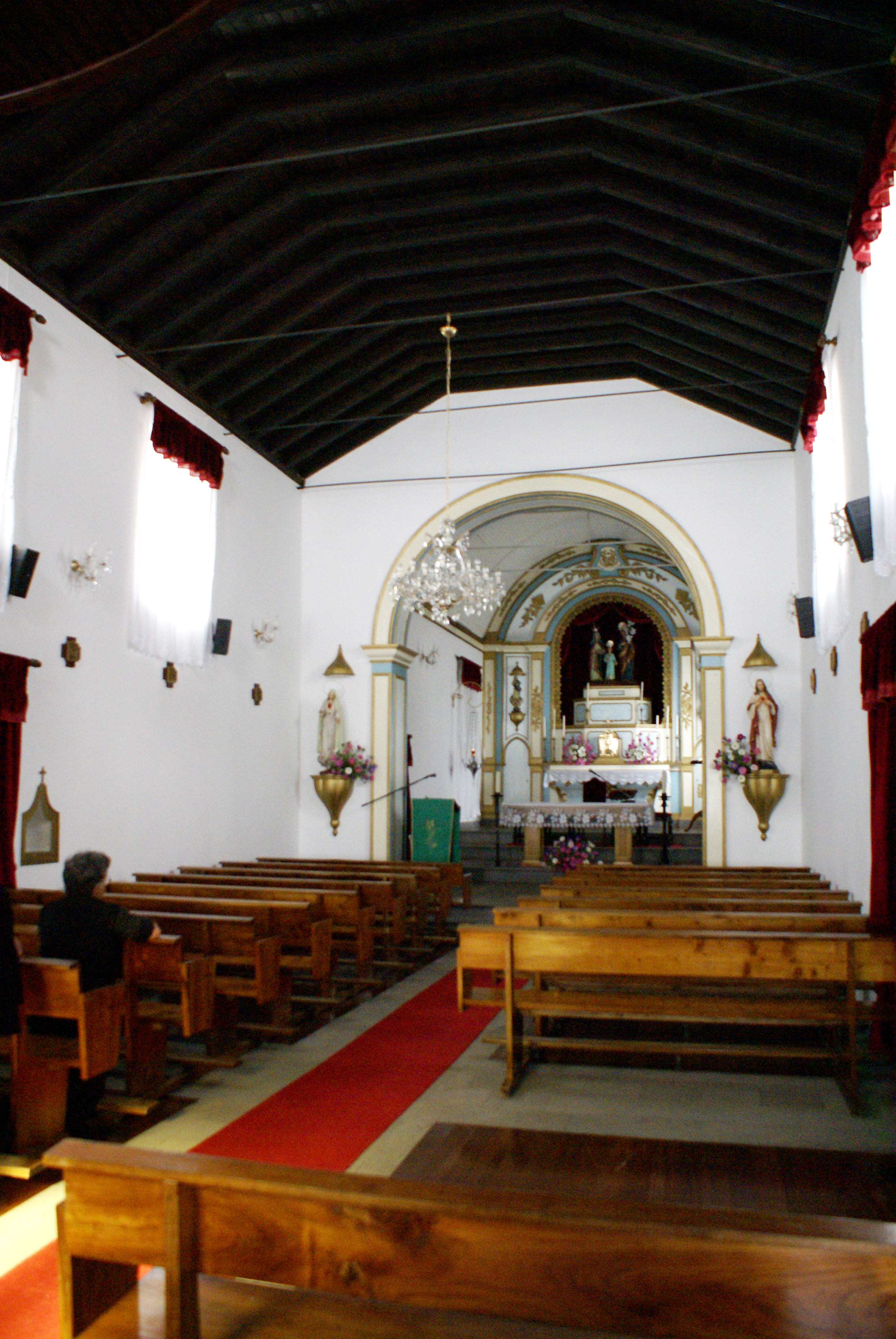
Igreja de Jesus, Maria e José, nave central.

A Igreja de Jesus, Maria e José (Várzea) é um templo cristão português localizado na aldeia da Várzea, freguesia dos Ginete Concelho de Ponta Delgada, na ilha açoriana de São Miguel.
As origens deste templo remontam aos princípios do século XVIII, ao ano de 1701 e à pessoa de Maria de São Tiago, benemérita, mulher solteira filha do então Capitão Bartolomeu de Teve que morou na Lomba dos Mosteiros.
Foi esta senhora que fez a doação do terreno para a construção da Igreja e do seu adro. Deu igualmente o terreno anexo à igreja, com a área de meio alqueire de terra, para que fosse construída a residência da  cura.
Dada a necessidade de manutenção do templo, esta benemérita fez também a doação de seis alqueires de terra lavrada, capaz de produzir pão, “enquanto o mundo existisse”.
Esta terra em 1701 tinha um rendimento de dois mil reis (moeda da altura) para sustento do culto. Estas doações foram feitas por escritura pública, feita no dia 14 de Agosto de 1701.
Só foi dada autorização para a construção deste templo em 22 de Fevereiro de 1702, pelo então Bispo da Diocese de Angra e Ilhas dos Açores, D. António Vieira Leitão, que mandou lavrar o respetivo alvará de autorização.
Após resolvido o problema da autorização e já em posse dos terrenos a que foi junto o dinheiro de donativos doados pela população e por alguns ricos proprietários, iniciou-se a construção da Igreja, que terminou em Novembro de 1704.
Foi construído então um templo, simples, de traça genuinamente tradicional das Igrejas dos Açores, com altares de talha modesta, mas talha dourada.
A 16 de Novembro de 1704 foi dada a autorização do Bispo Diocesano, para nela se iniciar o celebração da Eucaristia.
Em 22 de Abril de 1705 foi colocado um carrilhão na torre sineira.
Em 1736, trinta e dois anos após a construção deste templo foi tida como permanente a instituição do Santíssimo Sacramento. Este acontecimento originou uma nova Bênção de Deus, tendo sido seguida por uma reunião dos fieis com o sacerdote com o objetivo de organizar uma segunda irmandade. Assim, e com novos Confrades que se separaram da Confraria do Santíssimo Sacramento da Paróquia de Ginetes deu-se o nascimento de uma nova irmandade.
Os estatutos desta nova confraria foram formulados durante essa reunião e apresentados aos irmãos com a seguinte redação:
1. ”Cada irmão pagaria de pensão, no mês de Janeiro de cada ano 50 reis (moeda da altura)”.
2. ”Com o produto das pensões se mandaria celebrar Missas comuns”.
3. ”Só dos irmãos poderiam ser eleitos os Mesários”.
4. ”Os irmãos teriam o direito de acompanhamento da Irmandade à sepultura”.
5. ”Pagariam 400 reis pelas insígnias à sepultura, os não irmãos”.
6. ”Haveria na Irmandade um Provedor, um escrivão, um tesoureiro e dois Mordomos”.
7. ”Seriam esmoladas as Missas, com a taxa de 200 reis”.

Corria o ano de 1785 e debaixo da organização do então padre João Francisco Rebelo, foi adquirido um retábulo para o Altar-mor, retábulo esse que foi adquirido junto do Vigário da Igreja de São Sebastião, Matriz de Ponta Delgada, com o objectivo de entronizar o Patrono Jesus, Maria e José. Esse retábulo na altura teve o apreciável preço de vinte e cinco mil reis.
Ainda em 1785 foi forrado a madeira o Arco do Cruzeiro e procedeu-se à instalação de um novo soalho.
Corria o ano de 1810 fortes tremores de terra abalaram a ilha de São Miguel causando nesta localidade grandes estragos, nomeadamente na igreja em que foram destruídos a torre sineira e parte da fachada.
Devido às dificuldades económicas entretanto vividas levou vários anos até que fosse possível proceder à reconstrução do templo. Assim, só em 1818 foi reconstruído o frontispício e somente 65 anos depois, entre 1881 e 1883 é que foi restaurada a torre sineira. Esta última iniciativa de restauro foi iniciativa do então padre Manuel Francisco Amaral que laborava na comunidade.
Para esse efeito foi pedido dinheiro ao povo e aceites muitas dádivas que provieram de ricos proprietários locais e das imediações do povoado. É de salientar a doação de Augusto César de Menezes, que ofereceu dinheiro e um novo carrilhão de sinos para a torre. Deste carrilhão, actualmente existem dois sinos, o sino médio e o sino pequeno, estando neles gravadas as iniciais "JMJ-1882".
Anos depois, o padre António de Melo, em 1908, parco na comunidade mandou ampliar a Capela-Mor e dedicou-se com especial zelo à decência e asseio da Igreja.
O primeiro padre que exerceu a sua actividade nesta igreja foi o Padre Lourenço Cabral de Melo, que exerceu a sua sacerdotal, até 1722.
Em 2008, foram restaurados os sinos, sendo estes dotados por um sistema automático e computorizado, comandado à distância por comando e telemóvel.  Das 7 às 21 horas, o sistema dispara a cada trinta minutos, tocando o sinal horário.